# Banque centrale de Curaçao et Saint Martin
La Banque centrale de Curaçao et Saint Martin (néerlandais : Centrale Bank van Curaçao en Sint Maarten) est la banque centrale de Curaçao et Sint Maarten. Comme les autres banques centrales, sa mission première est de rechercher la stabilité financière du pays. Il n’est pas lié au Département du Trésor, car il s’agit d’une institution autonome.

## Histoire
La banque date de 1828, ce qui en fait la plus ancienne banque centrale encore en activité dans les Amériques. Elle était responsable du florin des Antilles néerlandaises jusqu'à son remplacement.
Avant la dissolution des Antilles néerlandaises en octobre 2010, la banque était responsable de la politique monétaire et de la monnaie dans l'ensemble des Antilles néerlandaises. Lorsque les îles BES sont devenues rattachées à la Nederlandsche Bank, son nom actuel a été adopté. La banque a remplacé le florin des Antilles néerlandaises par le Florin caribéen en 2025.
La CBCS a suscité une controverse concernant la corruption, notamment en raison des liens de l'ancien président de la CBCS, Emsley Tromp (nl), avec John Deuss (en) et Hushang Ansary (en). Tromp a été démis de ses fonctions en 2017.
En 2019, CBCS a reçu de vives critiques de la part du conseil de surveillance d'ENNIA en raison des coûts élevés du plan d'urgence et de la communication selon laquelle l'entreprise était insolvable. En juin 2019, Bob Traa a été nommé nouveau président. Après avoir critiqué la politique du CBCS concernant Girobank, entre autres, il a démissionné en novembre 2019.